# Katechetik
Die Katechetik (altgriechisch κατηχεῖν katēcheín „herabtönen, [mündlich] unterrichten, belehren“, siehe auch Katechese) als Teildisziplin der Praktischen Theologie beschäftigt(e) sich mit den pädagogischen Diensten der Kirche.
Ob die Bezeichnung dieser Disziplin noch verwendet werden sollte, wie das Verhältnis der Katechetik zur Religionspädagogik und zur Gemeindepädagogik ist, ist stark umstritten. Auch das Verhältnis von Religionspädagogik und Gemeindepädagogik untereinander ist nicht eindeutig geklärt.

## Vertreter der Katechetik
- Johann Friedrich Christoph Gräffe (1754–1816), evangelischer Theologe
- Johann Baptist Hirscher (1788–1865), römisch-katholischer Moraltheologe und Pastoraltheologe